# Cercomacra tyrannina
Cercomacra tyrannina là một loài chim trong họ Thamnophilidae.